# Geschützter Landschaftsbestandteil Haus Harkorten

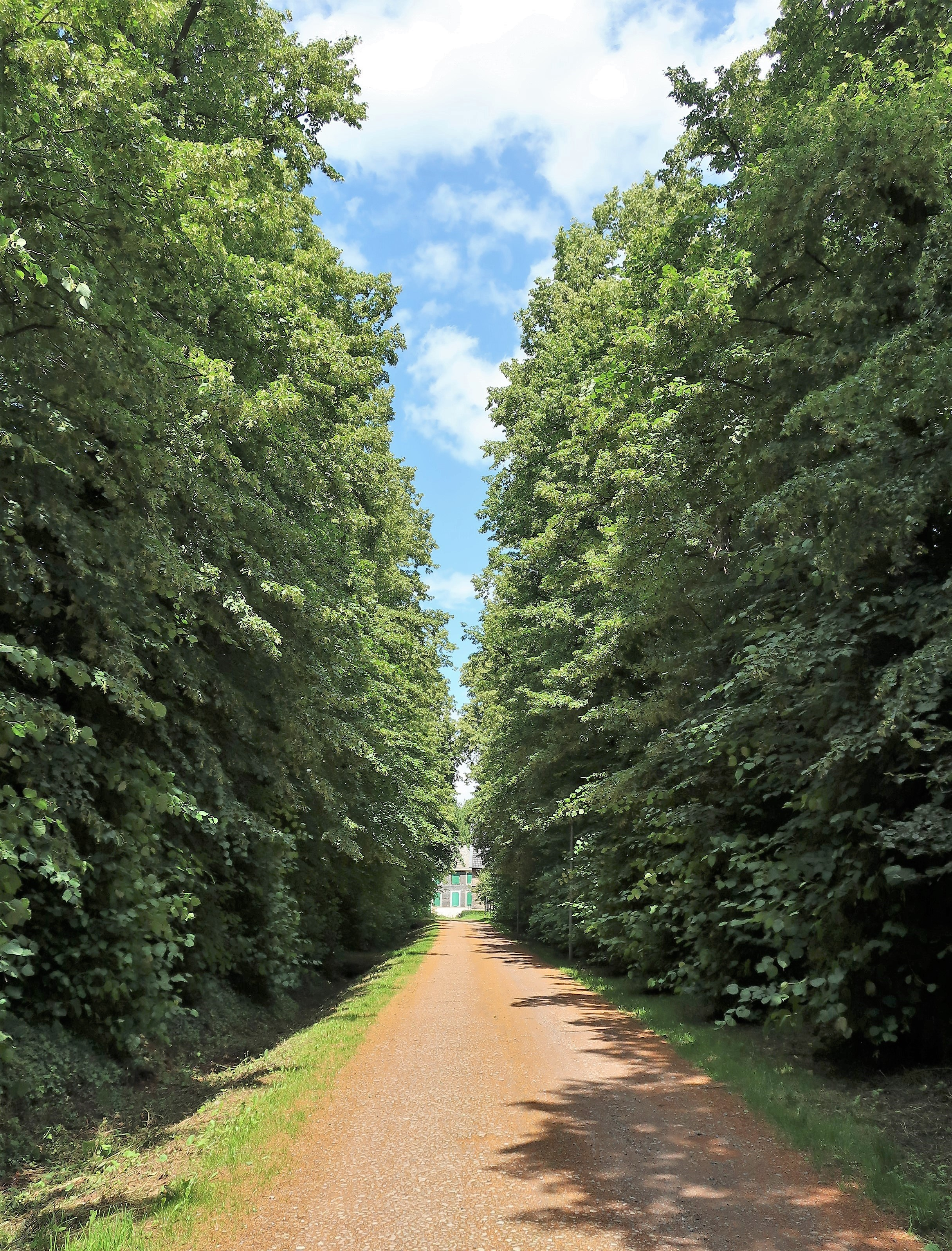
Geschützter Landschaftsbestandteil Haus Harkorten

Der Geschützte Landschaftsbestandteil Haus Harkorten mit einer Flächengröße von 0,35 ha liegt auf dem Gebiet der kreisfreien Stadt Hagen in Nordrhein-Westfalen. Der LB wurde 1994 mit dem Landschaftsplan der Stadt Hagen vom Stadtrat von Hagen ausgewiesen.

## Beschreibung
Beschreibung im Landschaftsplan: „Es handelt sich um eine Allee, bestehend aus 60 Linden mit einem Stammumfang von ca. 150 cm, ca. 18 m Höhe und ca. 8 m Kronendurchmesser entlang der Zufahrt zum Haus Harkorten.“

## Schutzzweck
Laut Landschaftsplan erfolgte die Ausweisung „zur Sicherung der Leistungsfähigkeit des Naturhaushalts durch Erhalt wertvollen Altholzbestandes als Lebensraum, insbesondere für Kleinsäuger, höhlenbrütende Vogelarten und totholzbewohnende Insekten und zur Gliederung, Belebung und Pflege des Orts- und Landschaftsbildes durch Erhalt markanter Elemente der Kulturlandschaft.“